# 3000吨级油船
金油級油轮是中国人民解放军海军的油料艦，由日本建造，輕柴油搭載量25,000桶。
共有三艘
- 東油622
- 東油625
- 東油675